# Samuel Nunataks
Samuel Nunataks är nunataker i Antarktis. De ligger i Västantarktis. Chile gör anspråk på området.